# Leon Kotarba
Leon Kotarba (ur. 26 maja 1924 w Hyżnem, zm. 18 listopada 1992) – polski działacz partyjny i państwowy, poseł na Sejm PRL VII i VIII kadencji.

## Życiorys
Syn Józefa i Katarzyny. Od 15 lutego 1946 członek Polskiej Partii Robotniczej, następnie Polskiej Zjednoczonej Partii Robotniczej. W 1946 wstąpił również do Związku Walki Młodych. Od września 1946 pracował w Zarządzie Powiatowym ZWM w Rzeszowie, pracował również w Zarządzie Wojewódzkim tej organizacji. Od 1947 był przewodniczącym Zarządu Powiatowego ZWM oraz Związku Młodzieży Polskiej w Jarosławiu, a w latach 1950–1954 przewodniczył Zarządowi Wojewódzkiemu ZMP w Rzeszowie. W tych samych latach był członkiem egzekutywy Komitetu Wojewódzkiego PZPR (wcześniej zasiadał w egzekutywie Komitetu Powiatowego partii w Jarosławiu) i radnym Wojewódzkiej Rady Narodowej. W 1957 podjął pracę w Komitecie Wojewódzkim PZPR w Rzeszowie. Był instruktorem, zastępcą kierownika i kierownikiem Wydziału Organizacyjnego KW. W 1972 został wybrany na II sekretarza, a od 19 maja 1975 do 19 listopada 1980 był I sekretarzem KW PZPR w Rzeszowie. Od 1972 był zastępcą przewodniczącego WRN, a od czerwca 1975 pełnił funkcję jej przewodniczącego. Na VII Zjeździe PZPR został wybrany na zastępcę członka Komitetu Centralnego PZPR od 12 grudnia 1975 do lutego 1980, a w okresie od 15 lutego 1980 do lipca 1981 był jego członkiem.
W okresie od 15 marca 1946 do 31 maja 1946 słuchacz w Wojewódzkiej Szkole Partyjnej PPR w Rzeszowie, w 1946–1947 instruktor w Powiatowym Zarządzie Związku Walki Młodychw Rzeszowie. W okresach 1947–1949 i od 3 października 1949 do 9 lipca 1950 słuchacz w Centralnej Szkole Partyjnej w Łodzi, następnie od 1 września 1954 do 31 stycznia 1957 słuchacz 2-letniej Szkoły Partyjnej przy Komitecie Centralnym PZPR w Warszawie. Z zawodu ekonomista, uzyskał wykształcenie wyższe ekonomiczne na Wyższej Szkole Nauk Społecznych przy KC PZPR. W latach 1957–1958 był starszym inspektorem Wydziału Spraw Wewnętrznych prezydium Wojewódzkiej Rady Narodowej w Rzeszowie.
W 1976 i 1980 uzyskiwał mandat posła na Sejm PRL VII i VIII kadencji w okręgu Rzeszów. Zasiadał w Komisji Budownictwa i Przemysłu Materiałów Budowlanych i Komisji Pracy i Spraw Socjalnych w trakcie VII kadencji, w trakcie VIII kadencji zasiadał wyłącznie w Komisji Budownictwa i Przemysłu Materiałów Budowlanych. W lipcu 1981 zrzekł się mandatu, a w latach 1981–1982 był konsulem PRL w Kijowie.

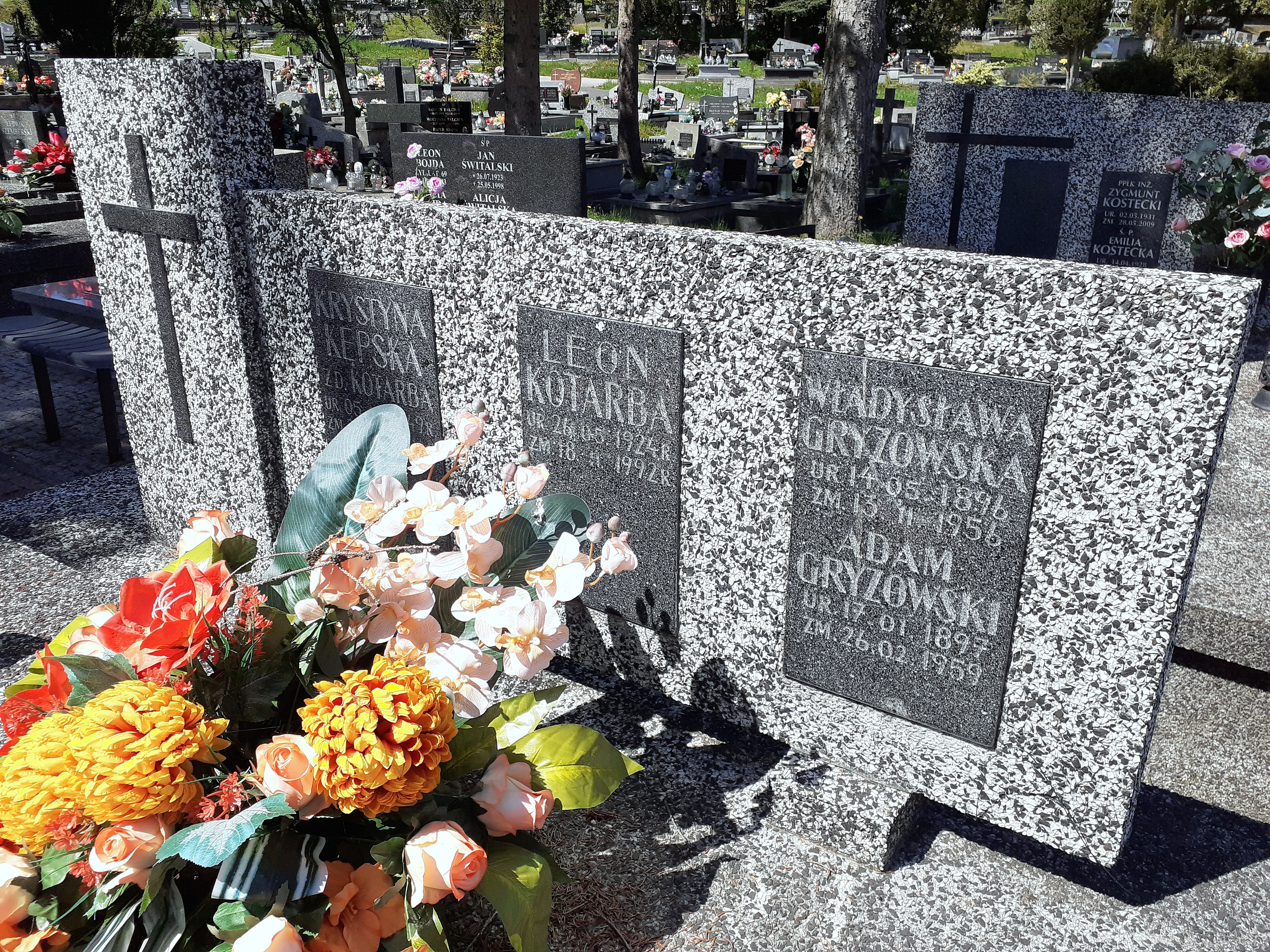
Grobowiec Leona Kotarby

Żonaty z Józefą Kotarbą (1929–2023). Został pochowany na cmentarzu Wilkowyja w Rzeszowie.

## Odznaczenia
- Order Sztandaru Pracy II klasy
- Krzyż Oficerski Orderu Odrodzenia Polski
- Krzyż Kawalerski Orderu Odrodzenia Polski (1954)[2]
- Medal 30-lecia Polski Ludowej
- Medal 10-lecia Polski Ludowej (1955)[3]
- Wpis do „Księgi zasłużonych dla województwa rzeszowskiego” (1987)[4]